# Coupe du Roi de handball
La Coupe du Roi est une compétition à élimination directe de clubs masculin de handball qui se déroule chaque saison sportive en Espagne. L'équivalent chez les femmes est la Coupe de la Reine.
Vainqueur de son 29e titre en 2025, le FC Barcelone est le plus titré.

## Historique
La compétition se dénomme d'abord Coupe du Généralissime (en espagnol : Copa del Generalísimo) en hommage au chef de l'État espagnol de l'époque, le général Franco. La première édition est disputée lors de la saison 1957-1958 mais entre 1952 et 1957, le Championnat d'Espagne a parfois été mentionné dans les médias comme le championnat de la Coupe d'Espagne en raison du système de confrontation directe attribuant le titre de champion. À la suite des changements politiques, elle devient en 1975 la Coupe du Roi (officiellement en espagnol : Copa de Su Majestad el Rey, nom identique à celui de la Coupe d'Espagne de football). En 1991, l'organisation en est confiée à l'association des clubs professionnels, l'ASOBAL.
Son format a varié au cours des années. Actuellement, la Coupe du Roi concerne toutes les équipes de la Liga Asobal et de la División de Honor Plata, ces dernières s'affrontant au premier tour. Le deuxième tour réunit les huit moins bonnes équipes d'ASOBAL de la saison précédente, qui jouent chez les vainqueurs du tour précédent. Le troisième tour (huitièmes de finale) réunit les huit autres équipes d'Asobal, qui jouent chez les vainqueurs du tour précédent. Les huit vainqueurs s'affrontent en quarts de finale, une rencontre aller-retour, le seul tour à adopter ce format. Enfin, les quatre vainqueurs des quarts de finale disputent le dernier carré, qui se déroule en fin de saison, chez l'un des demi-finalistes, sur deux jours (demi-finales le samedi et finale le dimanche).

## Palmarès
Le palmarès de la Coupe du Généralissime est :
| Année | Lieu de la finale | Vainqueur              | Finaliste              | Scores  |
| ----- | ----------------- | ---------------------- | ---------------------- | ------- |
| 1958  | Barcelone         | BM Granollers          | FC Barcelone           | 12 – 6  |
| 1959  | Bilbao            | Arrahona Sabadell      | OAR Gràcia Sabadell    | 9 – 8   |
| 1960  | Madrid            | Sélection de Madrid    | Sélection de Guipúzcoa | 22 – 17 |
| 1961  | Saragosse         | Sélection de Madrid    | Sélection de Barcelone | 24 – 22 |
| 1962  | Madrid            | Atlético de Madrid     | BM Granollers          | 15 – 9  |
| 1963  | Madrid            | Atlético de Madrid     | BM Granollers          | 17 – 9  |
| 1964  | Madrid            | Sélection de Guipúzcoa | Sélection de Barcelone | 21 – 11 |
| 1965  | Barcelone         | Sélection de Barcelone | Sélection de Guipúzcoa | 15 – 14 |
| 1966  | Madrid            | Atlético de Madrid     | BM Granollers          | 17 – 16 |
| 1967  | Madrid            | Atlético de Madrid     | BM Granollers          | 18 – 14 |
| 1968  | Bilbao            | Atlético de Madrid     | Egia                   | 17 – 14 |
| 1969  | Madrid            | FC Barcelone           | Egia                   | 20 – 14 |
| 1970  | Cadix             | BM Granollers          | Atlético de Madrid     | 15 – 12 |
| 1971  | Pampelune         | Marcol                 | FC Barcelone           | 17 – 15 |
| 1972  | León              | FC Barcelone           | Marcol                 | 15 – 9  |
| 1973  | Vigo              | FC Barcelone           | Atlético de Madrid     | 18 – 15 |
| 1974  | Grenade           | BM Granollers          | FC Barcelone           | 19 – 15 |

Le palmarès de la Coupe du Roi est :
| Année | Lieu de la finale     | Vainqueur             | Finaliste               | Scores  |
| ----- | --------------------- | --------------------- | ----------------------- | ------- |
| 1975  | Martorell             | CB Calpisa Alicante   | BM Granollers           | 16 – 13 |
| 1976  | Lugo                  | CB Calpisa Alicante   | Atlético de Madrid      | 15 – 10 |
| 1977  | Carthagène            | CB Calpisa Alicante   | FC Barcelone            | 15 – 14 |
| 1978  | Las Palmas            | Atlético de Madrid    | BM Granollers           | 29 – 23 |
| 1979  | La Corogne            | Atlético de Madrid    | CB Calpisa Alicante     | 26 – 22 |
| 1980  | Gérone                | CB Calpisa Alicante   | Atlético de Madrid      | 20 – 18 |
| 1981  | Almería               | Atlético de Madrid    | FC Barcelone            | 21 – 18 |
| 1982  | Santander             | Atlético de Madrid    | BM Granollers           | 19 – 14 |
| 1983  | Malaga                | FC Barcelone          | Bidasoa Irún            | 36 – 16 |
| 1984  | Ferrol                | FC Barcelone          | Atlético de Madrid      | 21 – 17 |
| 1985  | Oviedo                | FC Barcelone          | Atlético de Madrid      | 15 – 14 |
| 1986  | Barcelone             | CB Calpisa Alicante   | FC Barcelone            | 28 – 26 |
| 1987  | Badajoz               | Atlético de Madrid    | BM Granollers           | 20 – 19 |
| 1988  | Gérone                | FC Barcelone          | Bidasoa Irún            | 22 – 20 |
| 1989  | Bilbao                | Teka Cantabria        | FC Barcelone            | 25 – 20 |
| 1990  | Pontevedra            | FC Barcelone          | Bidasoa Irún            | 22 – 20 |
| 1991  | Alzira                | Bidasoa Irún          | Atlético de Madrid      | 21 – 18 |
| 1992  | Pampelune             | Alzira Avidesa        | FC Barcelone            | 26 – 25 |
| 1993  | Pontevedra            | FC Barcelone          | Bidasoa Irún            | 17 – 13 |
| 1994  | Granollers            | FC Barcelone          | Juventud Alcalá         | 29 – 23 |
| 1995  | Ciudad Real           | Teka Cantabria        | Pilotes Posada          | 27 – 25 |
| 1996  | León                  | Bidasoa Irún          | FC Barcelone            | 21 – 20 |
| 1997  | Castellón de la Plana | FC Barcelone          | Caja Cantabria          | 30 – 29 |
| 1998  | Palencia              | FC Barcelone          | Portland San Antonio    | 31 – 26 |
| 1999  | Valladolid            | Portland San Antonio  | FC Barcelone            | 32 – 29 |
| 2000  | Saragosse             | FC Barcelone          | BM Valladolid           | 34 – 28 |
| 2001  | Ciudad Real           | Portland San Antonio  | BM Ciudad Real          | 22 – 20 |
| 2002  | Torrevieja            | Ademar León           | FC Barcelone            | 31 – 28 |
| 2003  | Santander             | BM Ciudad Real        | FC Barcelone            | 34 – 31 |
| 2004  | Pampelune             | FC Barcelone          | BM Ciudad Real          | 27 – 25 |
| 2005  | Pontevedra            | BM Valladolid         | FC Barcelone            | 27 – 25 |
| 2006  | Almería               | BM Valladolid         | BM Ciudad Real          | 35 – 30 |
| 2007  | Altea                 | FC Barcelone          | Ademar León             | 33 – 27 |
| 2008  | Saragosse             | BM Ciudad Real        | FC Barcelone            | 31 – 30 |
| 2009  | Granollers            | FC Barcelone          | BM Ciudad Real          | 29 – 26 |
| 2010  | Antequera             | FC Barcelone          | Ademar León             | 38 – 35 |
| 2011  | Vigo                  | BM Ciudad Real        | BM Valladolid           | 31 – 22 |
| 2012  | Torrevieja            | BM Atlético de Madrid | FC Barcelone            | 37 – 31 |
| 2013  | Logroño               | BM Atlético de Madrid | Naturhouse La Rioja     | 38 – 28 |
| 2014  | Pampelune             | FC Barcelone          | BM Granollers           | 42 – 32 |
| 2015  | Gijón                 | FC Barcelone          | BM Granollers           | 27 – 26 |
| 2016  | Pampelune             | FC Barcelone          | SCDR Anaitasuna         | 33 – 30 |
| 2017  | León                  | FC Barcelone          | CB Ciudad de Logroño    | 34 – 29 |
| 2018  | Madrid                | FC Barcelone          | CB Ciudad de Logroño    | 35 – 28 |
| 2019  | Alicante              | FC Barcelone          | BM Cuenca               | 34 – 18 |
| 2020  | Madrid                | FC Barcelone          | Club Balonmano Benidorm | 40 – 25 |
| 2021  | Madrid                | FC Barcelone          | Ademar León             | 35 – 27 |
| 2022  | Antequera             | FC Barcelone          | BM Granollers           | 30 – 26 |
| 2023  | Santander             | FC Barcelone          | CB Ciudad de Logroño    | 34 – 23 |
| 2024  | Jaén                  | FC Barcelone          | CB Torrelavega          | 36 – 23 |
| 2025  | Irun                  | FC Barcelone          | Ademar León             | 34 – 25 |

## Bilan

### Titres par clubs
| Rang  | Club                           | Nombre | Années |
| ----- | ------------------------------ | ------ | --- |
| 1     | FC Barcelone                   | 29     | 1969, 1972, 1973, 1983, 1984, 1985, 1988, 1990, 1993, 1994, 1997, 1998, 2000, 2004, 2007, 2009, 2010, 2014, 2015, 2016, 2017, 2018, 2019, 2020, 2021, 2022, 2023, 2024, 2025 |
| 2     | Club Atlético Madrid           | 10     | 1962, 1963, 1966, 1967, 1968, 1978, 1979, 1981, 1982, 1987 |
| 3     | CB Calpisa Alicante            | 5      | 1975, 1976, 1977, 1980, 1986 |
| 3     | BM Ciudad Real/Atlético Madrid | 5      | 2003, 2008, 2011, 2012, 2013 |
| 5     | BM Granollers                  | 3      | 1958, 1970, 1974 |
| 6     | Sélection de Madrid            | 2      | 1960, 1961 |
| 6     | CB Cantabria                   | 2      | 1989, 1995 |
| 6     | CD Bidasoa Irún                | 2      | 1991, 1996 |
| 6     | Portland San Antonio           | 2      | 1999, 2001 |
| 6     | BM Valladolid                  | 2      | 2005, 2006 |
| 11    | CF Arrahona Sabadell           | 1      | 1959 |
| 11    | Sélection de Gipuzkoa          | 1      | 1964 |
| 11    | Sélection de Barcelone         | 1      | 1965 |
| 11    | Marcol                         | 1      | 1971 |
| 11    | CBM Alzira Avidesa             | 1      | 1992 |
| 11    | Ademar León                    | 1      | 2002 |
| Total | Total                          | 68     | 1958-2025 |